# Saint-Bouize
Saint-Bouize település Franciaországban, Cher megyében. Lakosainak száma 258 fő (2022. január 1.). Saint-Bouize Couargues, Feux, Herry, Thauvenay és Vinon községekkel határos.

## Népesség
A település népessége az elmúlt években az alábbi módon változott:
| Lakosok száma | 336  | 348  | 313  | 322  | 332  | 319  | 312  | 311  | 293  | 258  |
|               | 1968 | 1982 | 1990 | 2006 | 2013 | 2015 | 2017 | 2019 | 2020 | 2022 |